# M/D/1-típusú sorbanállás
A sorbanállási elméletben az M/D/1-típusú sorbanállásra jellemző, hogy egy kiszolgáló van, a rendszerbe érkezések a Poisson-folyamat szerint történnek, és a kiszolgálási idő rögzített (determinisztikus). A megnevezés (M/D/1) a Kendall-féle jelölés szerint történt.
Ezt a modellt Agner Krarup Erlang publikálta először, 1909-ben.

## Meghatározás
A M/D/1-típusú sorbanállás sztochasztikus folyamat, melynek állapottere {0,1,2,3...}, ahol a rendszerben lévő sorbanállók száma megfelel a számoknak, beleértve a kiszolgálás alatt állókat is.
- Az érkezési sebesség λ, a Poisson-folyamatnak megfelelően történik, és az i - i+1 átmenet jelzi, hogy új sorbanálló tag érkezett,
- A kiszolgálási idő rögzített, D –vel jelöljük.(a kiszolgálási sebesség μ=1/D),
- Egy kiszolgáló van, és egy ügyfelet szolgál ki egy időben a sor elejéről, a FCFS módszer szerint (aki először jött, először lesz kiszolgálva); amikor a kiszolgálás megtörtént, az ügyfél elhagyja a sort, és eggyel csökken a rendszerben lévők száma,
- A tároló (a kiszolgálási tér) végtelen méretű, ezért nincs korlátozva az ügyfelek száma

## Késleltetés
Az átlagos késleltetés (várakozási idő), feltéve, hogy az érkezések Poisson-folyamat szerint történnek:
{\displaystyle {\frac {1}{\mu }}\cdot {\frac {2-\rho }{2-2\rho }}.}
Véges N kapacitás mellett az átmenet folyamatát Garcia publikálta 2002-ben, és a jelölése: M/D/1/N.